# Racking Horse
Das Racking Horse ist eine US-amerikanische Gangpferderasse, welche um 1970 mit der Gründung eines eigenen Registers und der Festlegung des Zuchtziels entstanden ist.
An der Zucht waren maßgeblich Tennessee-Walking-Horse-Linien beteiligt. Die Rasse hat ihre eigene Organisation, die Racking Horse Breeders' Association of  America, mit Sitz in Decatur, Alabama.
Hintergrundinformationen zur Pferdebewertung und -zucht finden sich unter: Exterieur, Interieur und Pferdezucht.

## Exterieur
Das Racking Horse hat ein Stockmaß von etwa 150 bis 160 cm. Es kommt in allen Farben, auch Schecken, vor.

## Interieur
Das Temperament des Racking Horse ist gemäßigt bis ruhig.

## Gangarten
Neben den drei Grundgangarten Schritt, Trab und Galopp, verfügt das Racking Horse noch über eine weitere Gangart, den Rack, einen Viertaktgang, welcher gleitend gelaufen wird und dem Tölt der Islandpferde ähnlich ist. Das Tempo dieser Gangart ist sehr variabel und kann vom langsamen Arbeitstempo, dem Show Rack, über den Fast Rack bis zum Renntempo, dem Speed Rack, mit Geschwindigkeiten von bis zu 50 km/h geritten werden.

## Zuchtgeschichte
Die Geschichte des Racking Horse reicht zurück bis in die Zeit vor dem amerikanischen Bürgerkrieg. Die Zuchtorganisation Racking Horse Breeders' Association of America wurde im Mai 1971 gegründet.